# 阿劳卡尼亚大区
阿劳卡尼亚大区（Región de la Araucanía）是智利从北到南的第12个大区。首府特木科。该大区大約三分之一的人口是馬普切人，是智利所有地區中比例最高的。
在1900-1930年期间，尽管智利其他地区出现了经济衰退，阿劳卡尼亚的人口也有显著增长。阿劳卡尼亚随后成为智利的主要农业区之一，有「智利粮仓」之称。阿劳卡尼亚行政区域成立于1974年，位于阿劳卡尼亚这一较大历史区域的核心。